# Clostridium novyi
Clostridium novyi è una specie di batterio anaerobico appartenente alla famiglia delle Clostridiaceae.
È noto per la sua capacità di germinare con precisuone, sradicando i tumori ipossici che resistono al trattamento.